# Боброва, Лариса Николаевна
Лари́са Никола́евна Бобро́ва (20 сентября 1953) — советская гандболистка, вратарь. Серебряный призёр чемпионата мира 1975 года, бронзовый призёр чемпионата мира 1973 года, пятикратная обладательница Кубка европейских чемпионов.

## Биография
Лариса Боброва родилась 20 сентября 1953 года.
Играла в гандбол за «Спартак» из Киева. В его составе восемь лет подряд выигрывала чемпионат СССР (1972—1979), в 1977 году завоевала Кубок СССР, пять раз была обладательницей Кубка европейских чемпионов (1972—1973, 1975, 1977, 1979). В 1979 году перешла в киевский «Автомобилист».
В составе женской сборной СССР дважды выигрывала медали чемпионата мира — бронзу в 1973 году в Югославии, серебро в 1975 году в Советском Союзе.
Мастер спорта СССР международного класса.